# 兩棲車輛

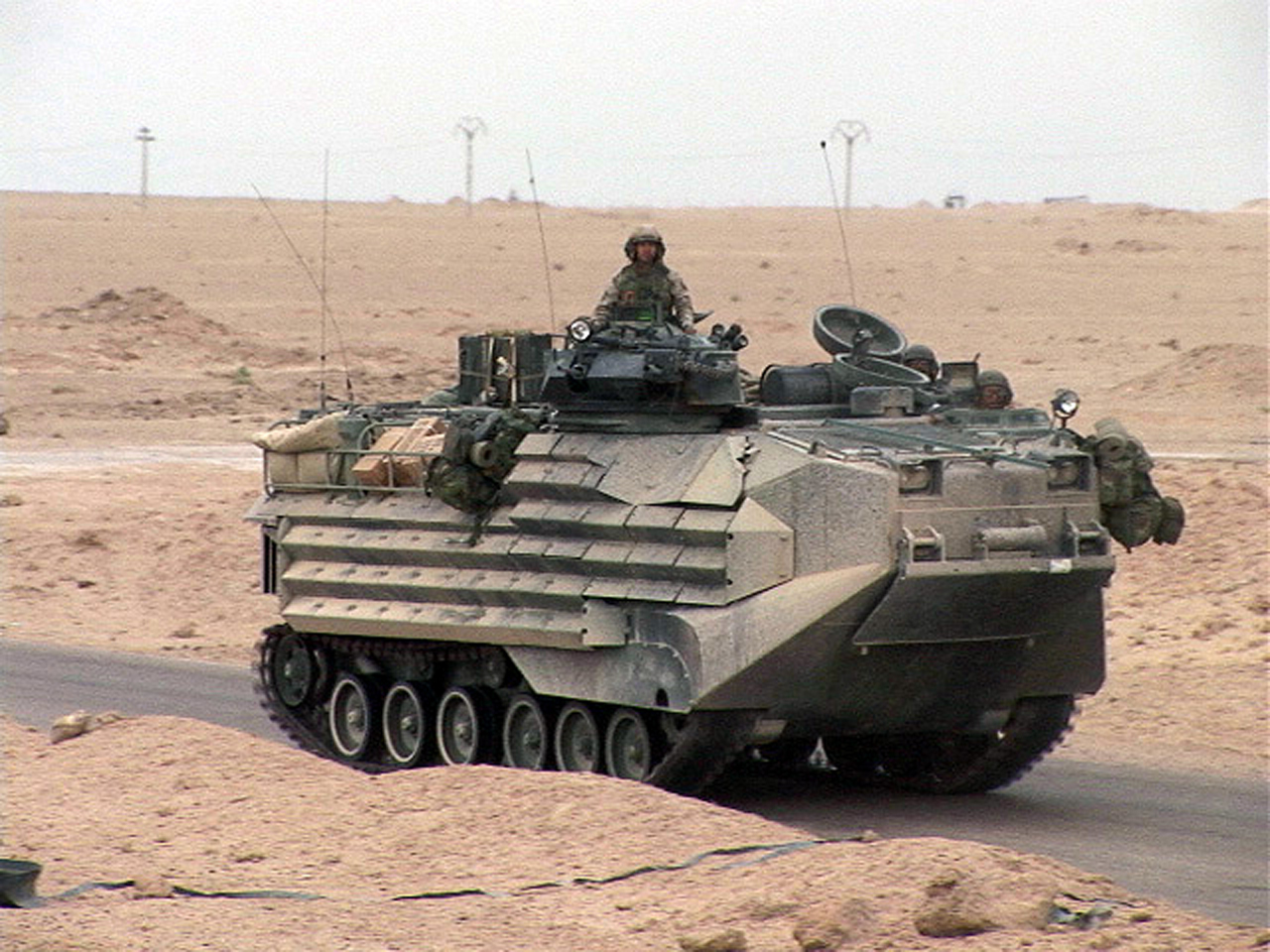
美軍的AAV-7兩棲裝甲車

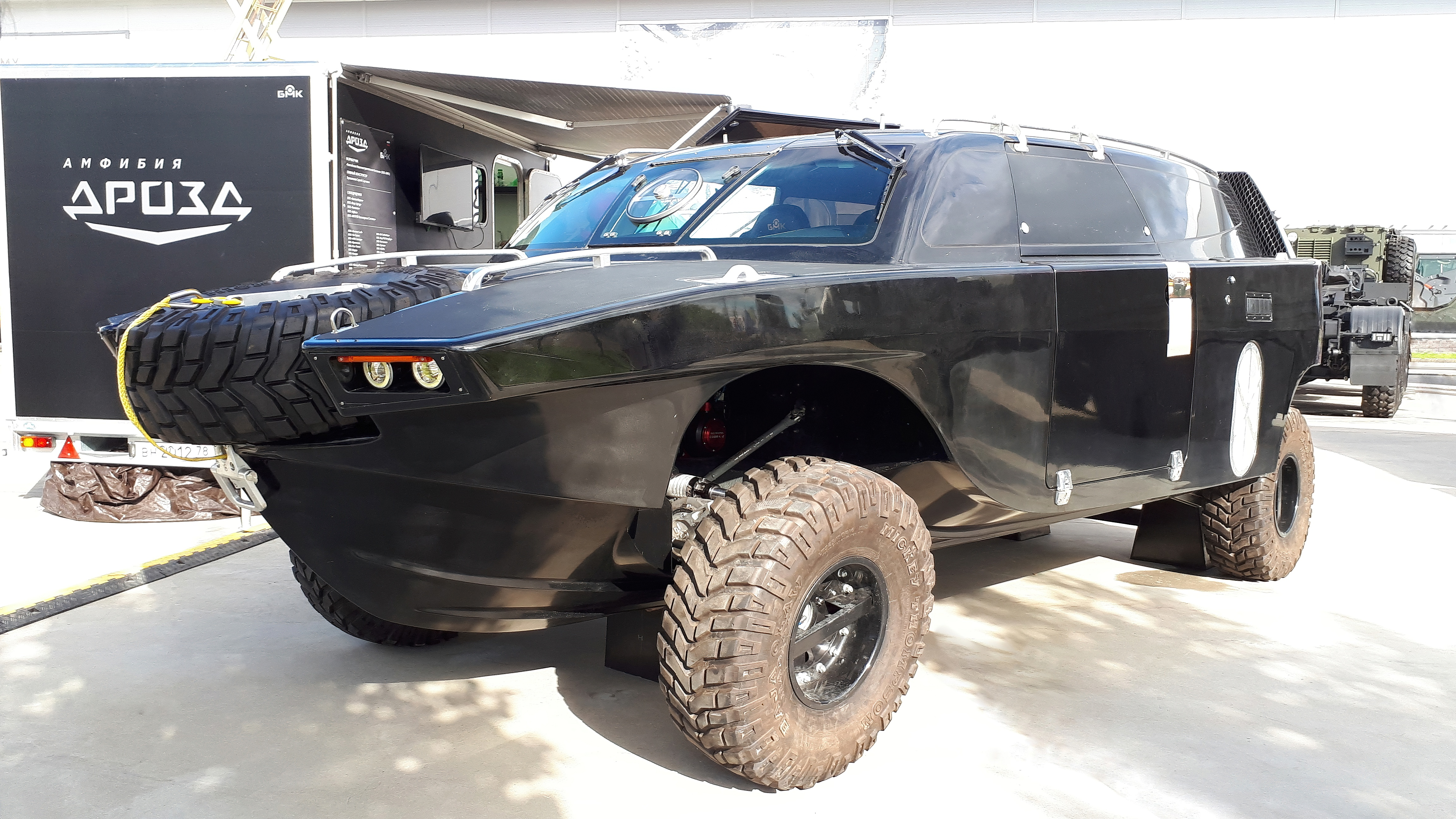
两栖车辆"Drozd"在展览"陆军-2020

兩棲車輛，又稱為水陸兩用車輛，意指無需使用輔助設備及能通過水障礙的車輛，大致上可分為軍用及民用。軍用兩棲車輛又可稱兩棲戰車。民用兩棲車輛多做觀光用途，亦有少數做私家車用，外型依市場需求可採用运动型多用途车、皮卡或敞篷车的設計。

## 著名軍用兩棲車輛

### 二戰時期

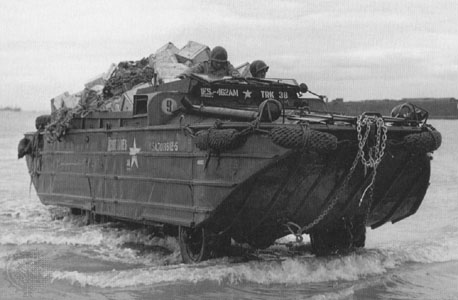
DUKW

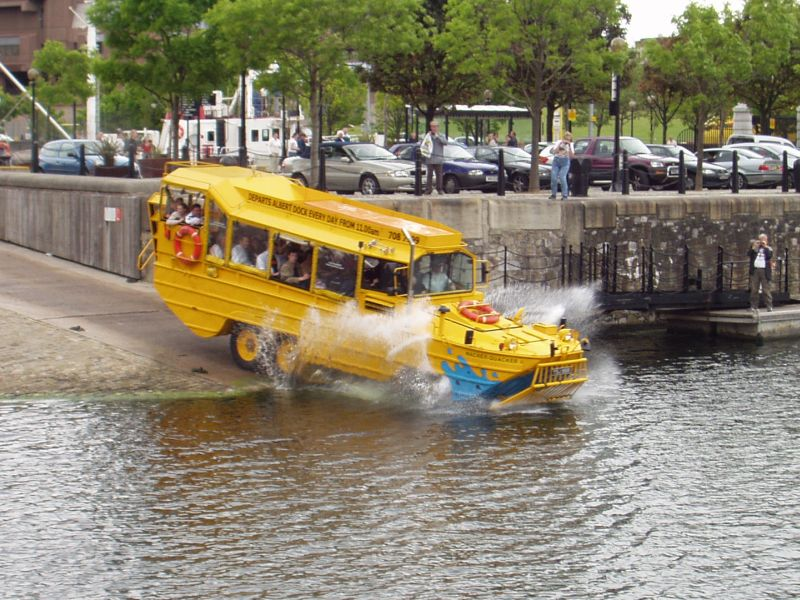
利物浦的DUKW

#### 德國
- 二號坦克兩棲版
- 三號坦克潛水版
- 四號坦克潛水版
- VW166兩棲車

#### 英國
- DUKW（戰後多轉為民用，俗稱「鴨子船」）
- DD戰車（M4雪曼戰車或瓦倫丁戰車兩棲版）
- 維克斯-考登勞爾特水陸兩棲輕戰車

#### 美國
- 履帶登陸車
- 福特GPA兩棲吉普車
- M29装甲车

#### 蘇聯
- GAZ-46兩棲人員車（福特GPA仿製品）
- T-37A
- T-38（英语：T-38_tank）
- T-40（英语：T-40）

#### 日本
- 特二式内火艇
- 特三式内火艇
- 特四式内火艇
- 特五式内火艇
- Su-Ki 水陸兩棲車

### 二戰後至今

#### 美國
- LVTP-5裝甲車
- 兩棲突擊載具（AAV-7）
- 遠征戰鬥載具（Expeditionary Fighting Vehicle, EFV）
- M113裝甲運兵車
- ACV兩棲戰鬥車

#### 蘇聯/俄羅斯
- BTR-90
- PT-76兩棲坦克
- 迴旋鏢裝甲運兵車
- BMP兩棲裝步戰車系列（BMP-1、BMP-2、BMP-3、BMP-4）
- BMD兩棲/空降戰車系列（BMD-1、BMD-2、BMD-3、BMD-4）
- 2S25反戰車自走炮

#### 中國
- 63式两栖坦克
- 77式两栖装甲输送车
- ZBD-04步兵战车
- 05式兩棲裝甲車系列
- ZSL-92装甲输送车
- PLL-05自行迫榴炮

#### 法國
- AMX-10P步兵戰車
- Ikv 91突击炮

#### 大韓民國(南韓)
- K21步兵戰車

#### 朝鮮(北韓)
- PT-85（朝鲜语：PT-85）

## 民用兩棲車輛

Gibbs Aquada

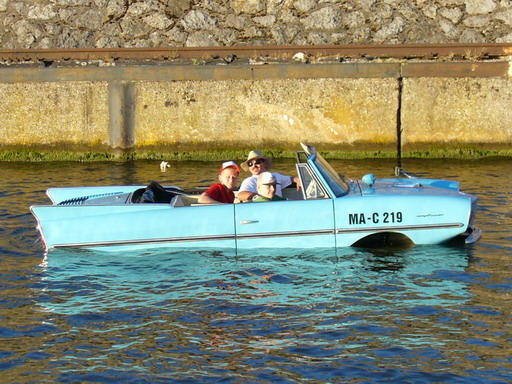
Amphicar 770

- Gibbs Aquada（英语：Gibbs Aquada）
- Amphicar 770（德语：Amphicar 770）

## 延伸阅读
- René Pohl: Mit dem Auto baden gehen. HEEL Verlag, Gut-Pottscheidt Konigswinter 1998, ISBN 3-89365-702-9
- Ben Carlin, Half-Safe, Andre Deutsch Ltd 1955
- Ben Carlin, The Other Half of Half-Safe, ISBN 0-9598731-1-2, Guildford Grammar School Foundation 1989